# Karl-Heinz Lehmann
Karl-Heinz Lehmann (* 2. ledna 1957 Reichenberg) je bývalý německý zápasník–judista, bronzový olympijský medailista z roku 1980

## Sportovní kariéra
Vyrůstal v obci Julianenhof nedaleko Berlína. Ve 13 letech byl poslán na internátní školu do Frankfurtu nad Odrou, kde se připravoval v armádním sportovním centru do konce sportovní kariéry pod vedením Rudolfa Hendela. V roce 1980 překonal ve východoněmecké reprezentaci v lehké váhové kategorii do 71 kg Güntera Krügera a startoval na olympijských hrách v Moskvě. Získal bronzovou olympijskou medaili, když nestačil pouze v semifinále na favorizovaného Brita Neila Adamse. V roce 1984 ho o účast na olympijských hrách v Los Angeles připravil bojkot her zeměmi východního bloku. Po olympijské sezoně 1984 ukončil působení v reprezentaci. Věnuje se trenérské práci, specializuje se na ženské judo. K jeho nejznámějším žákyním patřila Mareen Krähová nebo Romy Tarangulová.

## Výsledky
| Turnaj             | 1980       | 1981       | 1982       | 1983       |            |
| Turnaj             | 23         | 24         | 25         | 26         |            |
| Turnaj             | lehká váha | lehká váha | lehká váha | lehká váha | lehká váha |
| ------------------ | ---------- | ---------- | ---------- | ---------- | ---------- |
| Olympijské hry     | 3.         |            |            |            |            |
| Mistrovství světa  |            | 3.         |            | úč.        |            |
| Mistrovství Evropy | 3.         | 1.         | 2.         | 3.         |            |